# Qəbələ (district)
Qəbələ (ook geschreven als Gabala) is een district in Azerbeidzjan.
Qəbələ telt 97.200 inwoners (01-01-2012) op een oppervlakte van 1548 km²; de bevolkingsdichtheid is dus 62,8 inwoners per km².
Het Russische leger huurt er een radarstation, al zijn er plannen om de 30 jaar oude basis te sluiten.

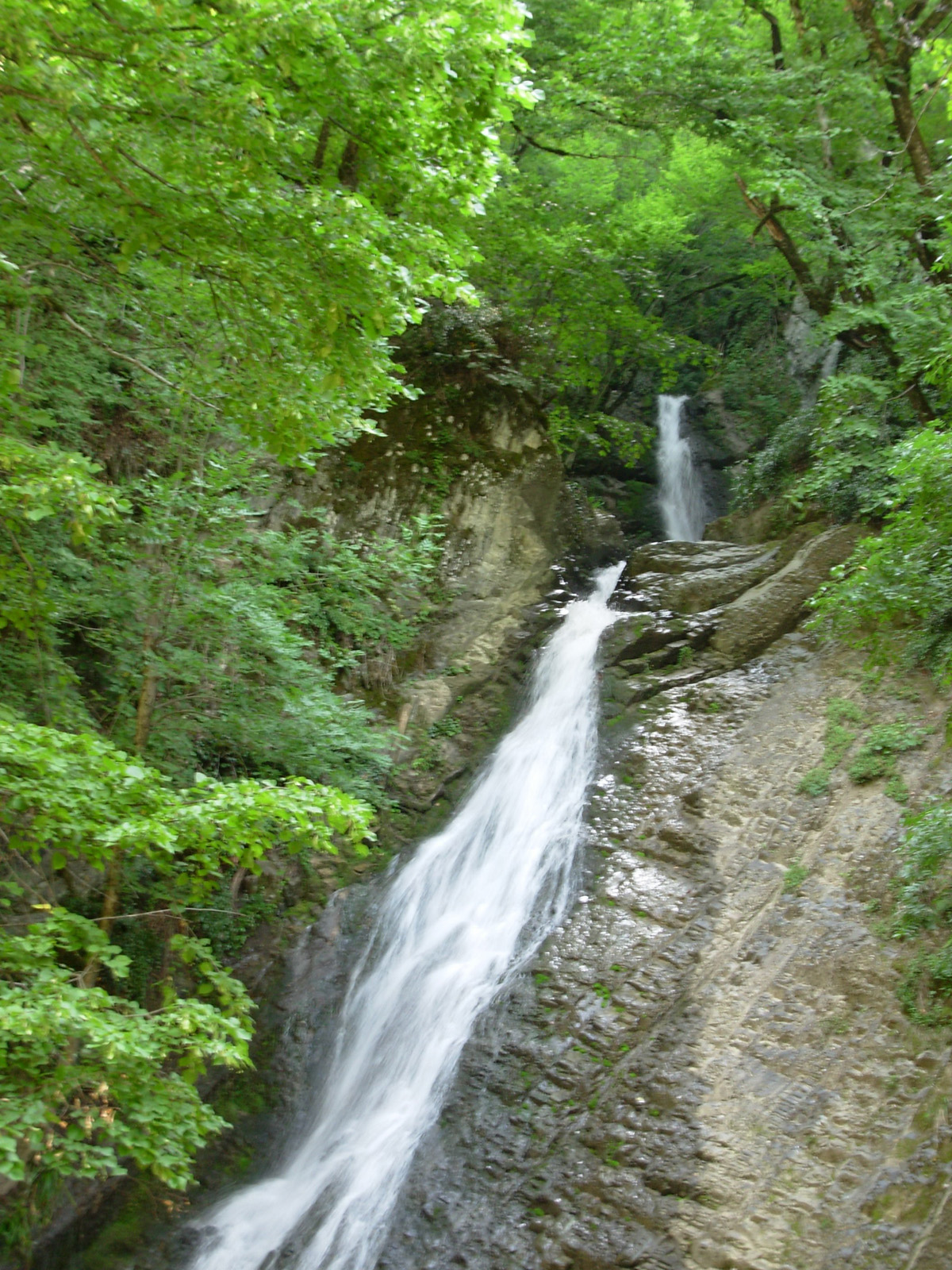
Waterval in het district Qəbələ